# 新潟自動車学校
新潟自動車学校（にいがたじどうしゃがっこう）は、新潟県新潟市東区にある指定自動車教習所。
新潟運輸のグループ企業である、株式会社新潟自動車学校が運営している。

## 沿革
- 1980年6月13日 - 設立
- 1980年7月23日 - 開校
- 1982年12月18日 - 新潟県公安委員会の指定第70号をもって普通自動車 の公認校として指定を受ける
- 1982年12月28日 - 大型特殊自動車の追加指定
- 1983年5月6日 - 大型自動車の追加指定
- 1984年6月8日 - けん引自動車の追加指定
- 1986年3月1日 - 自動二輪自動車の追加指定
- 1990年9月1日 - 普通及び二輪免許に係る初心運転者講習機関として 指定
- 1994年9月21日 - 株式会社新潟ドライビングスクール設立
- 1997年2月10日 - 大型自動二輪車の追加指定
- 2000年5月1日 - 四輪基本教育、二輪基本教育、高齢者教育、高度習熟教育の4講習種目の認定
- 2001年8月1日 - 新潟市東区海老ヶ瀬に新築移転
- 2004年11月1日 - 取消処分者講習機関の指定
- 2005年5月1日 - 運転免許取得者教育認定
- 2005年6月1日 - AT普通・大型自動二輪教習開始
- 2007年6月2日 - 中型自動車教習開始
- 2012年4月1日 - 第二種普通自動車教習開始

## 教習車種
- 普通自動車第一種・第二種
- 大型自動車
- 中型自動車
- 準中型自動車
- 大型自動二輪車
- 普通自動二輪車
- 大型特殊自動車
- けん引自動車

## 指定講習機関及び委託講習
- 初心運転者講習（普通自動車・自動二輪車）
- 高齢者講習
- 取消処分者講習

## 交通アクセス
- 国道7号<新潟バイパス・新新バイパス>海老ヶ瀬ICから車で2分
- JR白新線大形駅下車、徒歩約15分
- 新潟交通「E4 大形線」「県立大学前」バス停下車・徒歩5分

- その他、市内各方面に自校でバス送迎を行っている。

## 送迎バス運行経路
- 山木戸・新潟駅前方面
- 中山・新潟駅南方面
- 寺山・空港方面
- 松浜・濁川方面
- 石山方面
- 山ノ下方面
- 亀田・大渕方面
- 横越・大渕方面
- 豊栄・木崎方面
- 新潟大学直行便
- 新潟医療福祉大学直行便

## 所在地
- 〒950-0806 新潟県新潟市東区海老ケ瀬474-1

座標: 北緯37度55分24秒 東経139度7分43.3秒 / 北緯37.92333度 東経139.128694度

## 周辺
- 新潟県立大学
- 国道7号<新潟バイパス・新新バイパス>(海老ヶ瀬IC)
- 新潟県道3号新潟新発田村上線
- ファミリーマート新潟県立大学前店
- 幸楽苑海老ケ瀬インター店
- しゃぶ葉海老ケ瀬インター店